# Nagy durranás 2. – A második pukk
A Nagy durranás 2. (eredeti cím angolul: Hot Shots! Part Deux) 1993-ban bemutatott akció-filmvígjáték, amely a Nagy durranás folytatása. Főszerepben Charlie Sheen, aki Topper Harleyt, a hőst játssza. Tooper barátnőjét pedig Valeria Golino alakítja, és minden idők legnagyobb hadvezérét, Benson elnököt Lloyd Bridges személyesíti meg. A film a 20th Century Fox megbízásából készült, a magyar szinkront a Mafilm Audio Kft. készítette 1994-ben.
Az élőszereplős játékfilm rendezője Jim Abrahams, producerei Bill Badalato és Pat Proft. A forgatókönyvet Pat Proft és Jim Abrahams írta, a zenéjét Basil Poledouris szerezte, a 20th Century Fox készült.

## Cselekmény
Közel-Kelet, 1990-es évek: egy meg nem nevezett diktátor (Szaddám Huszein kinézettel) elraboltat néhány amerikai katonát. Az Egyesült Államok elnöke, Thomas "Tug" Benson volt haditengerészeti admirális többször is megpróbálja erőszakkal kiszabadítani őket, ami nem sikerül.
Eközben Topper Harley hadnagy egy buddhista templomba vonult vissza, mivel képtelen reagálni arra az állapotra, amelyben a régi barátnőjével, Ramada Rodham Haymannel folytatott viszonyának vége miatt találja magát.
Topper tűnik a megfelelő embernek a feladatra, de úgy látszik, nem tud kilábalni a bágyadtságából, kivéve, amikor felbukkan egy vonzó, női CIA-ügynök, aki meggyőzi őt, hogy fogadja el az új megbízatást a túszmentő akcióra. Közben Denton Walters ezredest, az elnök követét elfogják. Topper megérkezik Irakba, ahol elkezdődik a verekedések és poénok sorozata, egészen a fergeteges befejezésig.

## Parodizált filmek
A film sok film paródiájának tekinthető. A főszereplő, Topper Harley a Rambo-filmek főszereplőjének felel meg, a történet kiindulópontja itt is egy túszkiszabadítási akció. Bőségesen vannak azonban más filmekre való utalások.
A Nagy durranás 2. – A második pukk többek között a következő filmekre utal:
- A Keresztapa (A Keresztapa-trilógia 1. része) - A jelenet az olasz étteremben (a háttérben Michael Corleone látható, amint az étteremben ül és beszélget).
- Rambo III. - harci jelenet az elején és az élet a szerzetesekkel
- Rambo II. - A legtöbb akció
- Kickboxer – Vérbosszú Bangkokban - harci jelenet (bekötött kezek / gumicukor - szerelemgyöngyök)
- Susi és Tekergő - Jelenet az olasz étteremben
- Casablanca - jelenet a vasútállomáson, amikor Ramada megállítja Toppert, és a párbeszéd közöttük.
- Robin Hood, a tolvajok fejedelme - kamera perspektíva, amikor egy élő csirkét lőnek ki íjjal
- Csillagok háborúja filmek - Szaddám és Benson elnök fénykardpárbaja
- Terminátor 2. – Az ítélet napja - Szaddám és a kutyája szétválnak, majd újra összeolvadnak és egyesülnek.
- Óz, a csodák csodája - Szaddám eltűnése, miután egy zongora eltalálta.
- Tűzmadár akció - Airborne - Wings of Steel, Fire Birds - a Napba repülés a zárójelenetben
- Elemi ösztön - Michelle és Topper közötti jelenetek, mielőtt megérkeznek Irakba.
- Nincs kiút - szerelmi jelenet Michelle és Topper között a limuzinban, valamint a fogadás jelenete az amerikai nemzeti ünnepen.
- Navarone ágyúi - A Hot Shots eredeti angol változatában a forgatókönyvnek a járőrhajó megjelenését körülvevő részei megfelelnek a film hasonló jeleneteinek.
- A dzsungel könyve - A kígyó visszakapaszkodik a dzsungelben, amikor Topper elengedi.
- Robotzsaru és Total Recall – Az emlékmás - a Total Recall-t itt a Hot Shots 2 minden idők legvéresebb filmjeként "megelőzi".
- Pinokkió - A víz alá merült hadifogoly a víz alatt gurgulázva kiált Gepettóhoz az eredetiben.

## Szereplők
| Szerep                        | Színész          | Magyar hang            |
| ----------------------------- | ---------------- | ---------------------- |
| Topper Harley                 | Charlie Sheen    | Rátóti Zoltán          |
| Thomas Benson elnök           | Lloyd Bridges    | Velenczey István       |
| Ramada                        | Valeria Golino   | Tóth Enikő             |
| Denton Walters ezredes        | Richard Crenna   | Bács Ferenc            |
| Michelle Huddleston           | Brenda Bakke     | Orosz Helga            |
| Arvid Harbinger parancsnok    | Miguel Ferrer    | Szabó Sipos Barnabás   |
| Dexter Hayman                 | Rowan Atkinson   | Forgács Gábor          |
| Szaddám Huszein               | Jerry Haleva     | Ujlaki Dénes           |
| Gray Edwards szenátor         | Mitchell Ryan    | Csurka László          |
| Iraki hajóskapitány           | Gregory Sierra   | Kárpáti Tibor          |
| Williams                      | Michael Colyar   | Gesztesi Károly        |
| Rabinowitz                    | Ryan Stiles      | Rosta Sándor           |
| Benjamin L. Willard százados  | Martin Sheen     | Kristóf Tibor          |
| Bob, az elnök tanácsadója     | David Wohl       | Kocsis György          |
| Rufshaad                      | Andreas Katsulas | Kárpáti Tibor          |
| Iraki hajóskapitány           | Gregory Sierra   | Kárpáti Tibor          |
| Soto miniszterelnök           | Clyde Kusatsu    | Maróti Gábor           |
| Önmaga                        | Bob Vila         | Várkonyi András        |
| Kickbox-ellenfél              | James Lew        | Mikula Sándor          |
| Rádióközpontos                | Kelly Connell    | Faragó József          |
| Híradós műsorvezető           | Wayne Satz       | Sinkovits-Vitay András |
| Kommandóparancsnok            | Ben Lemon        | Wohlmuth István        |
| Kalauz                        | Carey Tall, Sr.  | Komlós András          |
| Taxisofőr                     | Don Miloyevich   | Galbenisz Tomasz       |
| Néger kickbox kommentátor     | Ron Pitts        | Csuja Imre             |
| Iraki katona                  | TBA              | Csuja Imre             |
| Kickboxmeccs-néző             | TBA              | Csuja Imre             |
| Férfi az étteremben           | TBA              | Csuja Imre             |
| Konferáló az elnöki fogadáson | TBA              | Balázsi Gyula          |

## Érdekességek
- A magyar szinkron szerint, a bevetésnél a repülőből kiugró katonák Winnetou felkiáltással vetik ki magukat. Az eredeti angol nyelvű verzióban viszont Geronimót kiáltanak. A szinkron készítői valószínűleg úgy hitték sokkal praktikusabb, ha a magyarok által jobban ismert Winnetou nevet használják, mivel a Winnetou-filmek sokkal jobban éltek a köztudatban.[forrás?]

## Televíziós megjelenések
FilmNet, TV3, RTL Klub

## Fordítás
- Ez a szócikk részben vagy egészben  a   Hot Shots! 2 című olasz Wikipédia-szócikk fordításán alapul.  Az eredeti cikk szerkesztőit annak laptörténete sorolja fel. Ez a jelzés csupán a megfogalmazás eredetét és a szerzői jogokat jelzi, nem szolgál a cikkben szereplő információk forrásmegjelöléseként.
- Ez a szócikk részben vagy egészben  a   Hot Shots! Der zweite Versuch című német Wikipédia-szócikk fordításán alapul.  Az eredeti cikk szerkesztőit annak laptörténete sorolja fel. Ez a jelzés csupán a megfogalmazás eredetét és a szerzői jogokat jelzi, nem szolgál a cikkben szereplő információk forrásmegjelöléseként.